# Marie-Virginie Duhem
Marie-Virginie Duhem, nata Mollet (Seclin, 2 agosto 1866 – Wattignies, 25 aprile 1978), è stata una supercentenaria francese che si pensava fosse stata la persona vivente più longeva al mondo dalla morte della statunitense Sophia DeMuth, avvenuta il 2 novembre 1977, al suo stesso decesso. Recenti indagini condotte dall'associazione di ricerca gerontologica LongeviQuest hanno permesso di convalidare l'età di un'altra statunitense, Alice Coles, nata un anno prima della Duhem e deceduta oltre 6 mesi dopo di lei; il titolo di decana dell'umanità, dunque, è stato postumamente riassegnato alla Coles.

## Biografia
Nata a Seclin il 2 agosto 1866 durante il regno di Napoleone III, Marie-Virginie Mollet sposò nel 1893 Hippolyte Duhem, ingegnere chimico, dal quale ebbe otto figli. Nel 1977 risultava avere ben 542 discendenti.
Divenne la persona più longeva vivente in Francia il 4 settembre 1975, alla morte di Marie-Ernestine Compain; divenne successivamente la decana vivente di tutta Europa il 24 dicembre 1975, alla morte della britannica Rose Heeley.
Nel gennaio 1977 il politico Maurice Schumann le conferì la Legion d'Onore; Schumann ringraziò la Duhem «per aver dato al nostro Nord il più longevo di tutti i francesi, per aver meritato, attraverso tre guerre, tre invasioni e cinque regimi, di essere il simbolo della resilienza della Francia...»
Tra i ricordi di Marie-Virginie Duhem, rimasta mentalmente lucida anche in età estrema, spicca l'incontro che lei e suo fratello Victor Mollet fecero con lo scrittore Jules Verne alla stazione di Lilla, nel 1885: "Fu mio fratello minore Victor a indicarmi Jules Verne seduto su una panchina della stazione a leggere un giornale. Ci sedemmo accanto a lui e iniziai la conversazione. Fu davvero affascinante e gentile..." Quando le veniva chiesto il segreto della sua longevità, Marie-Virginie Duhem era solita rispondere: "Il buon Dio mi ha dimenticato".
Divenuta nel frattempo la persona francese più longeva di sempre fino ad allora, morì a Wattignies il 25 aprile 1978, all'età di 111 anni e 266 giorni; la sua figlia minore, Denise Agnès Duhem-Costemend, fu per un periodo la persona vivente più longeva del comune francese di Douai: nata il 1º dicembre 1907, è morta il 4 giugno 2013, all'età di 105 anni; Marguerite Duhem-Beuque, la figlia maggiore di Marie-Virginie, è morta nel suo centesimo anno di vita, il 14 marzo 2002.